# Cromoplaste
Cromoplastele sunt plastide colorate ce conțin pigmenți carotenoizi(xantofila, carotenul și licopenul). Acești pigmenți se prezintă sub formă de granule, picături, tuburi sau cristale(ace, tablete). Ele provin din cloroplaste modificate pe măsură ce organele plantei evoluează Sunt inactive fotosintetic și au rol ecologic. Au apărut odată cu evoluția organelor reproducatoare și au rol în atragerea insectelor în procesul de reproducere. Sunt prezente în petale, stamine, mezocarpul fructelor, tegumentul semințelor mai rar în rădăcină și uneori in frunze. Au forme foarte variate iar structural prezintă la exterior o membrana dublă și în interior o stromă puțin dezvoltată. Membranele sunt de natură lipoproteică iar stroma conține ribozomi 70s molecule de ADN, toate tipurile de ARN, picături lipidice etc. cromoplastele depoziteaza substantele de rezerva si coloreaza florile/fructele. 
Prin hidroliză (care are loc în mod natural în ficatul rumegătoarelor), carotenul se transformă în vitamina A; el constituie provitamina A.